# 대송면
대송면(大松面)은 대한민국 경상북도 포항시 남구의 면이다. 남서 내륙으로는 삼림이 울창하고 경주시 천북면과 강동면과의 경계를 접하고 있다.

## 개요
대송면에는 태백산맥이 내려오다 크게 용솟음친 향로봉과 토함산 지맥이 맞부딪혀 생겼다는 운제산(482m)이 있고, 정상에는 높이 8m, 둘레 60m의 평평한 대왕바위가 위치한다. 북동으로는 농경지가 형성되어 미곡 위주의 곡물이 생산되고 동남쪽으로는 포철제3연관단지가 위치하며(면적 2,611천m2) 60여개 철강관련 중소 입주업체에 근로자 4,500여명이 근무하고 있다. 수온 35°C, PH 9.43의 알칼리성 중탄산 나트륨천인 영일만 온천 등도 있다. 기후는 해양성 기후의 영향으로 온화하며 비내리는 일수가 적고 연중 북동풍이 강하다.

## 연혁
- 1914년 3월 1일 : 흥해·연일·장기·청하군을 영일군으로 통폐합, 연일군 지역을 연일면·동해면·오천면·대송면·포항면(북면 지역) 5개면으로 분면하여, 대송면을 15개동(구 연일면의 남면과 동면·서면 각 일부를 통폐합)으로 개편(면사무소: 남성동)

1914년의 행정구역과 현재의 행정구역 비교
| 1914년          | 1914년                                                             | 현재               | 현재                                                                   |
| --------------- | ------------------------------------------------------------------ | ------------------ | ---------------------------------------------------------------------- |
| 면              | 리                                                                 | 시·구·면           | 리                                                                     |
| 대송면 (大松面) | 남성동, 제내동, 송동, 옥명동, 공수동, 장동, 홍계동, 대각동, 산여동 | 포항시 남구 대송면 | 남성리, 제내리, 송동리, 옥명리, 공수리, 장동리, 홍계리, 대각리, 산여리 |
| 대송면 (大松面) | 괴동동, 송내동, 송정동 일부, 송정동 일부, 장흥동, 호동             | 포항시 남구        | 괴동동, 송내동, 송도동, 송정동, 장흥동, 호동                           |

- 1967년 10월 10일 : 북부지역 5개리(장흥·괴동·동촌·송내·송정)에 포항종합제철주식회사 건설
- 1970년 6월 10일 : 면사무소를 괴동 135번지에서 제내동 335-15번지로 이전
- 1973년 7월1일 : 대송면의 괴동동·장흥동·동촌동·송정동·송내동을 포항시에 편입. 관할동 10개동으로 축소됨.
- 1987년 1월 1일 : 대송면 호동(虎洞) 일원 및 송동·옥명동·제내동 각 일부가 포항시로 편입 되고 연일읍 오천동 일부를 대송면 제내동으로 편입함. 관할동은 9개동
- 1988년 5월 7일: 동(洞)을 리(里)로개정
- 1990년 4월 : 동남부지역 3개리(송동 대각 옥명)에 포항제철 제2연관단지 조성
- 1994년 5월 24일 : 면사무소를 제내3리 335-15번지에서 송동(松洞)2리 790-1번지로 이전

## 법정리
- 공수리(公須里)
- 남성리(南城里)
- 대각리(大覺里)
- 산여리(山余里)
- 송동리(松洞里): 행정복지센터 소재지.
- 옥명리(玉明里)
- 장동리(長洞里)
- 제내리(堤內里)
- 홍계리(洪溪里)

## 교육 기관
| 학교명       | 소재지                 | 비고 |
| ------------ | ---------------------- | ---- |
| 남성초등학교 | 남구 대송면 홍계길 20  |      |
| 대송초등학교 | 남구 대송면 제내길 24  |      |
| 대송중학교   | 남구 대송면 남성길 100 |      |

## 공공 기관
| 기관명           | 소재지                | 비고 |
| ---------------- | --------------------- | ---- |
| 대송농업인상담소 | 남구 대송면 홍계길 7  |      |
| 대송파출소       | 남구 대송면 제내길 13 |      |

## 금융 기관
| 기관명              | 소재지                   | 비고 |
| ------------------- | ------------------------ | ---- |
| 남포항농협 대송지점 | 남구 대송면 제내길 45-10 |      |
| 신한은행 공단출장소 | 남구 대송면 철강로 206   |      |

## 의료 기관
| 기관명         | 소재지                     | 비고 |
| -------------- | -------------------------- | ---- |
| 대송보건지소   | 남구 대송면 제내길53번길 9 |      |
| 장동보건진료소 | 남구 대송면 홍계길 222-18  |      |

## 간선 도로
| 구분 | 도로 이름                                          |
| ---- | -------------------------------------------------- |
| 로   | 대송로, 송덕로, 운제로, 장흥로, 철강로, 철강산단로 |
| 길   | 남성길, 남성안길, 적계지길, 제내길, 홍계길         |